# Tournoi féminin de hockey sur glace aux Jeux olympiques d'hiver de 2018
Navigation
Sotchi 2014 Pékin 2022
Le tournoi de hockey sur glace féminin aux Jeux olympiques de Pyeongchang a lieu du 10 au 22 février 2018.

## Qualifications
Huit places sont disponibles pour le tournoi de hockey sur glace féminin des Jeux d'hiver de Pyeongchang. Les équipes participantes sont déterminées selon un système de qualification basé sur le Classement IIHF 2016, établi à l'issue du championnat du monde joué cette même année. Les cinq premiers obtiennent directement une place aux Jeux. La Corée du Sud qualifie son équipe en tant que pays hôte. Le 17 janvier, dans le cadre des discussions avec la Corée du Nord, le ministère sud-coréen de l'unification annonce la participation d'une équipe unifiée Nord-Sud. Les deux dernières places sont attribuées aux vainqueurs des tournois de qualifications,.
Le 5 décembre 2017, le CIO annonce la disqualification de l'équipe olympique russe avec effet immédiat. Les athlètes russes ont la possibilité de concourir aux Jeux à titre individuel, dans les compétitions individuelles ou par équipes sous l'appellation Athlètes olympiques de Russie (OAR), à condition qu'ils réunissent les critères de qualification de leurs sports respectifs et qu'ils soient considérés comme intègres vis-à-vis des règles antidopage. Le lendemain, le président russe Vladimir Poutine a déclaré que le gouvernement russe n'empêcherait pas les athlètes de participer aux Jeux à titre individuel, tandis que d'autres politiciens ont appelé au boycott. Cependant, la participation de la Russie au tournoi de hockey sur glace demeure incertaine. Le 14 décembre 2017, René Fasel, président de l'IIHF, a annoncé que la décision concernant la participation des joueurs de hockey russes sera annoncée avant le 27 janvier 2018.
| Compétition               | Dates                           | Lieu                             | Places | Équipes                                                        |
| ------------------------- | ------------------------------- | -------------------------------- | ------ | -------------------------------------------------------------- |
| Pays hôte                 | 19 septembre 2014               | Tenerife (Espagne)               | 1      | Corée du Sud                                                   |
| Classement IIHF 2016      | 7 décembre 2012- 10 avril 2016  | Kamloops (Canada)                | 5      | États-Unis Canada Finlande Athlètes olympiques de Russie Suède |
| Tournois de qualification | 7 octobre 2016- 12 février 2017 | Arosa (Suisse) Tomakomai (Japon) | 2      | Suisse Japon                                                   |

## Tournoi

### Format du tournoi
Les huit équipes participantes sont réparties en deux groupes de quatre. Ceux-ci sont déterminés en fonction du Classement IIHF 2016. Les quatre sélections occupant les premiers rangs sont placées dans le Groupe A tandis que les autres sont rassemblées dans le Groupe B. Chaque équipe affronte une fois les adversaires de son propre groupe. Un classement est ensuite établi. La répartition des points durant cette phase est la suivante : une victoire dans le temps règlementaire vaut 3 points, une victoire après une prolongation (mort subite) ou une séance de tirs au but 2 points, une défaite après une prolongation ou une séance de tirs au but 1 point, une défaite dans le temps règlementaire 0 point. Si deux équipes ou plus sont à égalité de points, seules les rencontres opposant les équipes concernées sont prises en compte pour les départager.
Par ailleurs, la Corée du Nord a échoué lors des qualifications, mais l'accord établi mi-janvier prévoit que des hockeyeuses nord-coréennes rejoignent l'équipe féminine qualifiée par la Corée du Sud, pour constituer une équipe coréenne conjointe.
| Groupe A - Athlètes olympiques de Russie (OAR) - Canada - États-Unis - Finlande | Groupe B - Corée - Japon - Suède - Suisse |

Les deux premiers du Groupe A se qualifient pour les demi-finales tandis que les troisième et quatrième affrontent respectivement le deuxième et le premier du Groupe B en quarts de finale. S'ensuivent les demi-finales, la finale pour le titre olympique et le match pour la médaille de bronze. En parallèle, des matchs de classement pour les cinquième et septième places sont joués, rassemblant les perdants des quarts de finale et les deux derniers du Groupe B.

### Tournoi olympique et Championnat du monde 2018
Traditionnellement, le Championnat du monde féminin n'est pas organisé durant les années olympiques. Cependant, afin d'offrir de la compétition aux équipes non qualifiées pour les Jeux, toutes les divisions à l'exception de celle élite sont disputées en 2018.
Les huit équipes olympiques correspondant à la Division élite du Championnat du monde, une formule de promotion-relégation est mise en place entre celles-ci et celles de la Division IA, l'échelon inférieur. L'équipe terminant huitième du tournoi olympique doit affronter le vainqueur de la Division IA dans une série jouée au meilleur des trois matchs. La sélection remportant la série joue parmi l'élite mondiale en 2019 tandis que le perdant est reversé en Division IA. Pays organisateur du Championnat du monde élite 2019, la Finlande ne peut être reléguée. Dans le cas où celle-ci finit dernière des Jeux, l'équipe classée septième prend part à la série de promotion-relégation.

## Tour préliminaire

### Groupe A

#### Classement
| Clt   | Équipe     | PJ | V | VP | D | DP | BP | BC | Diff | Pts |
| ----- | ---------- | -- | - | -- | - | -- | -- | -- | ---- | --- |
| +001, | Canada     | 3  | 3 | 0  | 0 | 0  | 11 | 2  | +9   | 9   |
| +002, | États-Unis | 3  | 2 | 0  | 1 | 0  | 9  | 3  | +6   | 6   |
| +003, | Finlande   | 3  | 1 | 0  | 2 | 0  | 7  | 8  | -1   | 3   |
| +004, | OAR        | 3  | 0 | 0  | 3 | 0  | 1  | 15 | -14  | 0   |

- Qualifiés pour les demi-finales
- Qualifié pour les quarts de finale

#### Matches
| 11 février | Finlande | 1-3 (1-0, 0-2, 0-1) | États-Unis | Centre de hockey de Kwandong 4 032 spectateurs |

| Feuille de match | Feuille de match                          | Feuille de match | Feuille de match                                                                                         | Feuille de match                                                                                  |
| ---------------- | ----------------------------------------- | ---------------- | --- | ------------------------------------------------------------------------------------------------- |
|                  | Hovi (Nieminen, Välimäki) — 19 min 54 s - | 1-0 1-1 1-2 1-3  | - M. Lamoureux — 28 min 58 s Coyne (Knight, Decker) — 31 min 29 s Cameranesi (Keller) — 59 min 47 s (CV) | Arbitrage : Nicole Hertrich et Aina Hove Juges de lignes : Charlotte Girard et Veronica Johansson |
| Räty             | Gardiens                                  | Rooney           | | Arbitrage : Nicole Hertrich et Aina Hove Juges de lignes : Charlotte Girard et Veronica Johansson |
| 8 min            | Pénalités                                 | 4 min            | | Arbitrage : Nicole Hertrich et Aina Hove Juges de lignes : Charlotte Girard et Veronica Johansson |
| 24               | Tirs                                      | 42               | | Arbitrage : Nicole Hertrich et Aina Hove Juges de lignes : Charlotte Girard et Veronica Johansson |

| 11 février | Canada | 5-0 (0-0, 3-0, 2-0) | Athlètes olympiques de Russie | Centre de hockey de Kwandong 3 912 spectateurs |

| Feuille de match | Feuille de match | Feuille de match                                 | Feuille de match | Feuille de match                                                                                   |
| ---------------- | --- | ------------------------------------------------ | ---------------- | -------------------------------------------------------------------------------------------------- |
|                  | Johnston (Jenner, Saulnier) — 21 min 55 s Irwin (Johnston) — 24 min 13 s (SN) Daoust (Agosta, Poulin) — 35 min 58 s Johnston (Lacquette, Poulin) — 48 min 41 s (2 SN) Daoust (Poulin) — 50 min 44 s | 1-0 2-0 3-0 4-0 5-0                              | -                | Arbitrage : Nikoleta Celárová et Katarina Timglas Juges de lignes : Jenni Heikkinen et Lisa Linnek |
| Desbiens         | Gardiens | Morozova (50 min 44 s) Aleksandrova (9 min 16 s) |                  | Arbitrage : Nikoleta Celárová et Katarina Timglas Juges de lignes : Jenni Heikkinen et Lisa Linnek |
| 4 min            | Pénalités | 14 min                                           |                  | Arbitrage : Nikoleta Celárová et Katarina Timglas Juges de lignes : Jenni Heikkinen et Lisa Linnek |
| 48               | Tirs | 18                                               |                  | Arbitrage : Nikoleta Celárová et Katarina Timglas Juges de lignes : Jenni Heikkinen et Lisa Linnek |

| 13 février | Canada | 4-1 (2-0, 2-0, 0-1) | Finlande | Centre de hockey de Kwandong 3 879 spectateurs |

| Feuille de match | Feuille de match | Feuille de match    | Feuille de match                          | Feuille de match                                                                                  |
| ---------------- | --- | ------------------- | ----------------------------------------- | ------------------------------------------------------------------------------------------------- |
|                  | Agosta (Daoust) — 35 s Poulin — 17 min 11 s Daoust (Fortino, Agosta) — 28 min 19 s Saulnier (Johnston) — 38 min 26 s - | 1-0 2-0 3-0 4-0 4-1 | - Välilä (Tapani, Karvinen) — 47 min 17 s | Arbitrage : Dina Allena et Melissa Szkola Juges de lignes : Veronica Johansson et Jessica Leclerc |
| Szabados         | Gardiens | Räty                |                                           | Arbitrage : Dina Allena et Melissa Szkola Juges de lignes : Veronica Johansson et Jessica Leclerc |
| 8 min            | Pénalités | 10 min              |                                           | Arbitrage : Dina Allena et Melissa Szkola Juges de lignes : Veronica Johansson et Jessica Leclerc |
| 32               | Tirs | 23                  |                                           | Arbitrage : Dina Allena et Melissa Szkola Juges de lignes : Veronica Johansson et Jessica Leclerc |

| 13 février | États-Unis | 5-0 (2-0, 2-0, 1-0) | Athlètes olympiques de Russie | Centre de hockey de Kwandong 3 879 spectateurs |

| Feuille de match | Feuille de match | Feuille de match                               | Feuille de match | Feuille de match                                                                                               |
| ---------------- | --- | ---------------------------------------------- | ---------------- | --- |
|                  | Bellamy (J. Lamoureux, Marvin) — 8 min 2 s J. Lamoureux (M. Lamoureux) — 31 min 46 s J. Lamoureux — 31 min 52 s Marvin (Pelkey, Duggan) — 34 min 38 s Brandt (Cameranesi, Keller) — 58 min 23 s | 1-0 2-0 3-0 4-0 5-0                            | -                | Arbitrage : Gabrielle Ariano Lortie et Gabriella Gran Juges de lignes : Zuzana Svobodova et Johanna Tauriainen |
| Hensley          | Gardiens | Tarakanova (34 min 38 s) Morozova (25 min 22s) |                  | Arbitrage : Gabrielle Ariano Lortie et Gabriella Gran Juges de lignes : Zuzana Svobodova et Johanna Tauriainen |
| 2 min            | Pénalités | 6 min                                          |                  | Arbitrage : Gabrielle Ariano Lortie et Gabriella Gran Juges de lignes : Zuzana Svobodova et Johanna Tauriainen |
| 50               | Tirs | 13                                             |                  | Arbitrage : Gabrielle Ariano Lortie et Gabriella Gran Juges de lignes : Zuzana Svobodova et Johanna Tauriainen |

| 15 février | États-Unis | 1-2 (0-0, 0-2, 1-0) | Canada | Centre de hockey de Kwandong 3 885 spectateurs |

| Feuille de match | Feuille de match               | Feuille de match | Feuille de match                                                             | Feuille de match                                                                                  |
| ---------------- | ------------------------------ | ---------------- | ---------------------------------------------------------------------------- | ------------------------------------------------------------------------------------------------- |
|                  | - Coyne (Decker) — 40 min 23 s | 0-1 0-2 1-2      | Agosta (Spooner, Jenner) — 27 min 18 s (SN) Nurse (Larocque) — 34 min 56 s - | Arbitrage : Aina Hove et Katarina Timglas Juges de lignes : Jenni Heikkinen et Veronica Johansson |
| Rooney           | Gardiens                       | Lacasse          |                                                                              | Arbitrage : Aina Hove et Katarina Timglas Juges de lignes : Jenni Heikkinen et Veronica Johansson |
| 12 min           | Pénalités                      | 8 min            |                                                                              | Arbitrage : Aina Hove et Katarina Timglas Juges de lignes : Jenni Heikkinen et Veronica Johansson |
| 45               | Tirs                           | 23               |                                                                              | Arbitrage : Aina Hove et Katarina Timglas Juges de lignes : Jenni Heikkinen et Veronica Johansson |

| 15 février | Athlètes olympiques de Russie | 1-5 (0-1, 0-2, 1-2) | Finlande | Centre de hockey de Kwandong 3 353 spectateurs |

| Feuille de match | Feuille de match                       | Feuille de match        | Feuille de match | Feuille de match                                                                            |
| ---------------- | -------------------------------------- | ----------------------- | --- | ------------------------------------------------------------------------------------------- |
|                  | - Chokhina (Beliakova) — 44 min 50 s - | 0-1 0-2 0-3 1-3 1-4 1-5 | Karvinen (Hiirikoski) — 17 min 47 s (SN) Karvinen (Nuutinen, Välilä) — 20 min 20 s Välilä — 39 min 8 s - Tuominen (Hiirikoski, Nieminen) — 52 min 49 s (SN) Nieminen — 55 min 33 s | Arbitrage : Nicole Hertrich et Melissa Szkola Juges de lignes : Lisa Linnek et Justine Todd |
| Morozova         | Gardiens                               | Räty                    | | Arbitrage : Nicole Hertrich et Melissa Szkola Juges de lignes : Lisa Linnek et Justine Todd |
| 8 min            | Pénalités                              | 4 min                   | | Arbitrage : Nicole Hertrich et Melissa Szkola Juges de lignes : Lisa Linnek et Justine Todd |
| 25               | Tirs                                   | 37                      | | Arbitrage : Nicole Hertrich et Melissa Szkola Juges de lignes : Lisa Linnek et Justine Todd |

### Groupe B

#### Classement
| Clt   | Équipe | PJ | V | VP | D | DP | BP | BC | Diff | Pts |
| ----- | ------ | -- | - | -- | - | -- | -- | -- | ---- | --- |
| +001, | Suisse | 3  | 3 | 0  | 0 | 0  | 13 | 2  | +11  | 9   |
| +002, | Suède  | 3  | 2 | 0  | 1 | 0  | 11 | 3  | +8   | 6   |
| +003, | Japon  | 3  | 1 | 0  | 2 | 0  | 6  | 6  | 0    | 3   |
| +004, | Corée  | 3  | 0 | 0  | 3 | 0  | 1  | 20 | -19  | 0   |

- Qualifié pour les quarts de finale
- Reversé dans les matchs de classement pour la 5e place

#### Matches
| 10 février | Japon | 1-2 (0-1, 1-0, 0-1) | Suède | Centre de hockey de Kwandong 3 762 spectateurs |

| Feuille de match | Feuille de match               | Feuille de match | Feuille de match                                                         | Feuille de match                                                                            |
| ---------------- | ------------------------------ | ---------------- | ------------------------------------------------------------------------ | ------------------------------------------------------------------------------------------- |
|                  | - Ukita (Kubo) — 36 min 52 s - | 0-1 1-1 1-2      | Rask (Küller, Carlsson) — 2 min 21 s - Hjalmarsson (Grahm) — 41 min 53 s | Arbitrage : Katie Guay et Melissa Szkola Juges de lignes : Nataša Pagon et Zuzana Svobodová |
| N. Fujimoto      | Gardiens                       | Grahn            |                                                                          | Arbitrage : Katie Guay et Melissa Szkola Juges de lignes : Nataša Pagon et Zuzana Svobodová |
| 2 min            | Pénalités                      | 8 min            |                                                                          | Arbitrage : Katie Guay et Melissa Szkola Juges de lignes : Nataša Pagon et Zuzana Svobodová |
| 31               | Tirs                           | 26               |                                                                          | Arbitrage : Katie Guay et Melissa Szkola Juges de lignes : Nataša Pagon et Zuzana Svobodová |

| 10 février | Suisse | 8-0 (3-0, 3-0, 2-0) | Corée | Centre de hockey de Kwandong 3 606 spectateurs |

| Feuille de match | Feuille de match | Feuille de match                | Feuille de match | Feuille de match                                                                                    |
| ---------------- | --- | ------------------------------- | ---------------- | --------------------------------------------------------------------------------------------------- |
|                  | Müller (S. Benz) — 10 min 23 s (IN) Müller (S. Benz, Stalder) — 11 min 24 s Müller (S. Benz, Meier) — 19 min 48 s Müller — 21 min 26 s Staenz (Raselli, Rüedi) — 22 min 21 s Staenz (Raselli) — 37 min 19 s Stalder (Meier, Müller) — 49 min 42 s (SN) Stalder (Müller, Meier) — 51 min 48 s | 1-0 2-0 3-0 4-0 5-0 6-0 7-0 8-0 | -                | Arbitrage : Dina Allen et Gabrielle Ariano Lortie Juges de lignes : Jessica Leclerc et Justine Todd |
| Schelling        | Gardiens | Shin                            |                  | Arbitrage : Dina Allen et Gabrielle Ariano Lortie Juges de lignes : Jessica Leclerc et Justine Todd |
| 12 min           | Pénalités | 6 min                           |                  | Arbitrage : Dina Allen et Gabrielle Ariano Lortie Juges de lignes : Jessica Leclerc et Justine Todd |
| 52               | Tirs | 8                               |                  | Arbitrage : Dina Allen et Gabrielle Ariano Lortie Juges de lignes : Jessica Leclerc et Justine Todd |

| 12 février | Suisse | 3-1 (0-0, 2-0, 1-1) | Japon | Centre de hockey de Kwandong 4 033 spectateurs |

| Feuille de match | Feuille de match                                                                                               | Feuille de match | Feuille de match                     | Feuille de match                                                                          |
| ---------------- | --- | ---------------- | ------------------------------------ | ----------------------------------------------------------------------------------------- |
|                  | S. Benz (Rüegg, L. Benz) — 30 min 19 s (SN) S. Benz (Meier, Stalder) — 33 min 10 s (SN) Müller — 44 min 27 s - | 1-0 2-0 3-0 3-1  | - Kubo (Hori, H. Toko) — 47 min 33 s | Arbitrage : Gabriella Gran et Aina Hove Juges de lignes : Natasa Pagon et Jenni Heikkinen |
| Schelling        | Gardiens | N. Fujimoto      |                                      | Arbitrage : Gabriella Gran et Aina Hove Juges de lignes : Natasa Pagon et Jenni Heikkinen |
| 10 min           | Pénalités | 8 min            |                                      | Arbitrage : Gabriella Gran et Aina Hove Juges de lignes : Natasa Pagon et Jenni Heikkinen |
| 18               | Tirs | 38               |                                      | Arbitrage : Gabriella Gran et Aina Hove Juges de lignes : Natasa Pagon et Jenni Heikkinen |

| 12 février | Suède | 8-0 (4-0, 1-0, 3-0) | Corée | Centre de hockey de Kwandong 4 244 spectateurs |

| Feuille de match | Feuille de match | Feuille de match                | Feuille de match | Feuille de match                                                                                              |
| ---------------- | --- | ------------------------------- | ---------------- | --- |
|                  | Nylén Persson (Alasalmi) — 4 min Lundberg (Rask, Grahm) — 9 min 47 s Fällman (Rask, Küller) — 10 min 17 s Udén Johansson (Johansson) — 17 min 4 s Winberg (Lundberg, Alasalmi) — 24 min 8 s Nordin — 41 min 9 s Winberg (Grahm, Nordin) — 41 min 45 s Rebecca Stenberg (Winberg) — 45 min 34 s | 1-0 2-0 3-0 4-0 5-0 6-0 7-0 8-0 | -                | Arbitrage : Gabrielle Ariano Lortie et Drahomira Fialova Juges de lignes : Johanna Tauriainen et Justine Todd |
| Grahn            | Gardiens | Shin                            |                  | Arbitrage : Gabrielle Ariano Lortie et Drahomira Fialova Juges de lignes : Johanna Tauriainen et Justine Todd |
| 8 min            | Pénalités | 6 min                           |                  | Arbitrage : Gabrielle Ariano Lortie et Drahomira Fialova Juges de lignes : Johanna Tauriainen et Justine Todd |
| 50               | Tirs | 19                              |                  | Arbitrage : Gabrielle Ariano Lortie et Drahomira Fialova Juges de lignes : Johanna Tauriainen et Justine Todd |

| 14 février | Suède | 1-2 (0-0, 0-1, 1-1) | Suisse | Centre de hockey de Kwandong 3 545 spectateurs |

| Feuille de match | Feuille de match                                         | Feuille de match | Feuille de match                                                                      | Feuille de match                                                                              |
| ---------------- | -------------------------------------------------------- | ---------------- | ------------------------------------------------------------------------------------- | --------------------------------------------------------------------------------------------- |
|                  | - Borgqvist (Olsson, Nylén Persson) — 47 min 35 s (SN) - | 0-1 1-1 1-2      | Müller (Meier, Stalder) — 33 min 51 s (SN) - Stänz (Meier, Müller) — 51 min 28 s (SN) | Arbitrage : Nikoleta Celárová et Katie Guay Juges de lignes : Charlotte Girard et Lisa Linnek |
| Grahn            | Gardiens                                                 | Schelling        |                                                                                       | Arbitrage : Nikoleta Celárová et Katie Guay Juges de lignes : Charlotte Girard et Lisa Linnek |
| 12 min           | Pénalités                                                | 8 min            |                                                                                       | Arbitrage : Nikoleta Celárová et Katie Guay Juges de lignes : Charlotte Girard et Lisa Linnek |
| 34               | Tirs                                                     | 47               |                                                                                       | Arbitrage : Nikoleta Celárová et Katie Guay Juges de lignes : Charlotte Girard et Lisa Linnek |

| 14 février | Corée | 1-4 (0-2, 1-0, 0-2) | Japon | Centre de hockey de Kwandong 4 110 spectateurs |

| Feuille de match | Feuille de match                    | Feuille de match    | Feuille de match | Feuille de match                                                                                       |
| ---------------- | ----------------------------------- | ------------------- | --- | --- |
|                  | - Griffin (Park Yo) — 29 min 31 s - | 0-1 0-2 1-2 1-3 1-4 | Kubo (H. Toko, Ukita) — 1 min 7 s Ono (Shishiuchi, Koike) — 3 min 58 s (SN) - Koike (Hosoyamada, Yoneyama) — 51 min 42 s (SN) Ukita — 58 min 33 s (CV) | Arbitrage : Drahomira Fialova et Nicole Hertrich Juges de lignes : Jessica Leclerc et Zuzana Svobodova |
| Shin             | Gardiens                            | Konishi             | | Arbitrage : Drahomira Fialova et Nicole Hertrich Juges de lignes : Jessica Leclerc et Zuzana Svobodova |
| 6 min            | Pénalités                           | 4 min               | | Arbitrage : Drahomira Fialova et Nicole Hertrich Juges de lignes : Jessica Leclerc et Zuzana Svobodova |
| 13               | Tirs                                | 44                  | | Arbitrage : Drahomira Fialova et Nicole Hertrich Juges de lignes : Jessica Leclerc et Zuzana Svobodova |

## Phase finale

### Tableau
|  | Quarts de finale                         | Quarts de finale                         |                                          |                                          | Demi-finales                             | Demi-finales                             |  |  | Finale                                    | Finale                                    |
|  | Quarts de finale                         | Quarts de finale                         |                                          |                                          | Demi-finales                             | Demi-finales                             |  |  | Finale                                    | Finale                                    |
|  |                                          |                                          |                                          |                                          |                                          |                                          |  |  |                                           |                                           |
|  | 17 février, Centre de hockey de Kwandong | 17 février, Centre de hockey de Kwandong |                                          |                                          | 19 février, Centre de hockey de Kwandong | 19 février, Centre de hockey de Kwandong |  |  | 22 février, Centre de hockey de Gangneung | 22 février, Centre de hockey de Gangneung |
|  | 17 février, Centre de hockey de Kwandong | 17 février, Centre de hockey de Kwandong |                                          |                                          | 19 février, Centre de hockey de Kwandong | 19 février, Centre de hockey de Kwandong |  |  | 22 février, Centre de hockey de Gangneung | 22 février, Centre de hockey de Gangneung |
|  | 17 février, Centre de hockey de Kwandong | 17 février, Centre de hockey de Kwandong | Canada                                   | 5                                        |                                          |                                          |  |  | 22 février, Centre de hockey de Gangneung | 22 février, Centre de hockey de Gangneung |
|  | Russie (OAR)                             | 6                                        | Canada                                   | 5                                        |                                          |                                          |  |  | 22 février, Centre de hockey de Gangneung | 22 février, Centre de hockey de Gangneung |
|  | Russie (OAR)                             | 6                                        | Russie (OAR)                             | 0                                        |                                          |                                          |  |  | 22 février, Centre de hockey de Gangneung | 22 février, Centre de hockey de Gangneung |
|  | Suisse                                   | 2                                        | Russie (OAR)                             | 0                                        |                                          |                                          |  |  | 22 février, Centre de hockey de Gangneung | 22 février, Centre de hockey de Gangneung |
|  | Suisse                                   | 2                                        | 19 février, Centre de hockey de Kwandong | 19 février, Centre de hockey de Kwandong | Canada                                   | 2                                        |  |  |                                           |                                           |
|  | 17 février, Centre de hockey de Kwandong |                                          | 19 février, Centre de hockey de Kwandong | 19 février, Centre de hockey de Kwandong | Canada                                   | 2                                        |  |  |                                           |                                           |
|  |                                          | États-Unis                               | 19 février, Centre de hockey de Kwandong | 19 février, Centre de hockey de Kwandong | 3 F                                      |                                          |  |  |                                           |                                           |
|  | Finlande                                 | États-Unis                               | 19 février, Centre de hockey de Kwandong | 19 février, Centre de hockey de Kwandong | 3 F                                      | 7                                        |  |  |                                           |                                           |
|  | Finlande                                 | Finlande                                 | 0                                        |                                          |                                          | 7                                        |  |  |                                           |                                           |
|  | Suède                                    | Finlande                                 | 0                                        | 2                                        |                                          |                                          |  |  |                                           |                                           |
|  | Suède                                    | États-Unis                               | 5                                        | 2                                        |                                          |                                          |  |  |                                           |                                           |
|  |                                          | États-Unis                               | 5                                        | Match pour la 3e place                   |                                          |                                          |  |  |                                           |                                           |
|  |                                          |                                          |                                          |                                          |                                          |                                          |  |  |                                           |                                           |
|  | 21 février, Centre de hockey de Kwandong |                                          |                                          |                                          |                                          |                                          |  |  |                                           |                                           |
|  |                                          |                                          |                                          |                                          |                                          |                                          |  |  |                                           |                                           |
|  | Russie (OAR)                             | 2                                        |                                          |                                          |                                          |                                          |  |  |                                           |                                           |
|  | Russie (OAR)                             | 2                                        |                                          |                                          |                                          |                                          |  |  |                                           |                                           |
|  | Finlande                                 | 3                                        |                                          |                                          |                                          |                                          |  |  |                                           |                                           |
|  | Finlande                                 | 3                                        |                                          |                                          |                                          |                                          |  |  |                                           |                                           |

### Quarts de finale
| 17 février | Athlètes olympiques de Russie | 6-2 (1-0, 2-2, 3-0) | Suisse | Centre de hockey de Kwandong 3 903 spectateurs |

| Feuille de match | Feuille de match | Feuille de match                | Feuille de match                                                           | Feuille de match                                                                                         |
| ---------------- | --- | ------------------------------- | -------------------------------------------------------------------------- | --- |
|                  | Chokhina — 7 min 22 s (2 SN) - Koulichova (Smolina) — 33 min 53 s Ganeïeva (Chokhina) — 38 min 53 s (SN) Dergatchiova (Chokhina) — 47 min 36 s Chokhina (Dergatchiova) — 53 min 25 s (SN) Sossina — 59 min 8 s (IN + CV) | 1-0 1-1 1-2 2-2 3-2 4-2 5-2 6-2 | - Müller (Meier) — 20 min 48 s Stalder (Stänz, Meier) — 31 min 47 s (SN) - | Arbitrage : Nikoleta Celárová et Gabriella Gran Juges de lignes : Charlotte Girard et Johanna Tauriainen |
| Morozova         | Gardiens | Schelling                       |                                                                            | Arbitrage : Nikoleta Celárová et Gabriella Gran Juges de lignes : Charlotte Girard et Johanna Tauriainen |
| 12 min           | Pénalités | 8 min                           |                                                                            | Arbitrage : Nikoleta Celárová et Gabriella Gran Juges de lignes : Charlotte Girard et Johanna Tauriainen |
| 21               | Tirs | 19                              |                                                                            | Arbitrage : Nikoleta Celárová et Gabriella Gran Juges de lignes : Charlotte Girard et Johanna Tauriainen |

| 17 février | Finlande | 7-2 (3-0, 2-2, 2-0) | Suède | Centre de hockey de Kwandong 3 903 spectateurs |

| Feuille de match | Feuille de match | Feuille de match                    | Feuille de match                                                                        | Feuille de match                                                                               |
| ---------------- | --- | ----------------------------------- | --------------------------------------------------------------------------------------- | ---------------------------------------------------------------------------------------------- |
|                  | Nieminen (Hovi) — 6 min 12 s Välilä (Rahunen) — 15 min 32 s Tapani (Tulus, Välimäki) — 17 min 44 s (SN) Karvinen (Tuominen, Savolainen) — 27 min 14 s - Välilä (Karvinen, Tapani) — 29 min 29 s - Nuutinen (Tulus, Rahunen) — 44 min 35 s Hakala (Rajahuhta) — 57 min 47 s | 1-0 2-0 3-0 4-0 4-1 5-1 5-2 6-2 7-2 | - Nordin (Grahm, Svedin) — 28 min 53 s - Stenberg (Nyhlén Persson) — 39 min 12 s (IN) - | Arbitrage : Drahomira Fialova et Katie Guay Juges de lignes : Natasa Pagon et Zuzana Svobodová |
| Räty             | Gardiens | Grahn (20 min) Berglind (40 min)    |                                                                                         | Arbitrage : Drahomira Fialova et Katie Guay Juges de lignes : Natasa Pagon et Zuzana Svobodová |
| 4 min            | Pénalités | 12 min                              |                                                                                         | Arbitrage : Drahomira Fialova et Katie Guay Juges de lignes : Natasa Pagon et Zuzana Svobodová |
| 31               | Tirs | 21                                  |                                                                                         | Arbitrage : Drahomira Fialova et Katie Guay Juges de lignes : Natasa Pagon et Zuzana Svobodová |

### Demi-finales
| 19 février | Canada | 5-0 (1-0, 1-0, 3-0) | Athlètes olympiques de Russie | Centre de hockey de Kwandong 3 396 spectateurs |

| Feuille de match | Feuille de match | Feuille de match                                    | Feuille de match | Feuille de match                                                                             |
| ---------------- | --- | --------------------------------------------------- | ---------------- | -------------------------------------------------------------------------------------------- |
|                  | Wakefield (Spooner, Turnbull) — 1 min 50 s Poulin (Daoust) — 23 min 10 s Wakefield (Fortino, Turnbull) — 41 min 59 s Clark (Stacey, Mikkelson) — 42 min 30 s Johnston (Daoust, Irwin) — 54 min 8 s (SN) | 1-0 2-0 3-0 4-0 5-0                                 | -                | Arbitrage : Katie Guay et Melissa Szkola Juges de lignes : Lisa Linnek et Johanna Tauriainen |
| Szabados         | Gardiens | Tarakanova (42 min 30 s) Aleksandrova (17 min 30 s) |                  | Arbitrage : Katie Guay et Melissa Szkola Juges de lignes : Lisa Linnek et Johanna Tauriainen |
| 4 min            | Pénalités | 16 min                                              |                  | Arbitrage : Katie Guay et Melissa Szkola Juges de lignes : Lisa Linnek et Johanna Tauriainen |
| 47               | Tirs | 16                                                  |                  | Arbitrage : Katie Guay et Melissa Szkola Juges de lignes : Lisa Linnek et Johanna Tauriainen |

| 19 février | États-Unis | 5-0 (2-0, 2-0, 1-0) | Finlande | Centre de hockey de Kwandong 5 173 spectateurs |

| Feuille de match | Feuille de match | Feuille de match    | Feuille de match | Feuille de match                                                                                |
| ---------------- | --- | ------------------- | ---------------- | ----------------------------------------------------------------------------------------------- |
|                  | Marvin (Duggan, Pelkey) — 2 min 25 s Cameranesi — 18 min 38 s J. Lamoureux (Pannek, Cameranesi) — 33 min 21 s (2 SN) Knight (Morin, Coyne) — 33 min 55 s (SN) Cameranesi (Brandt, Kessel) — 40 min 45 s (SN) | 1-0 2-0 3-0 4-0 5-0 | -                | Arbitrage : Nikoleta Celárová et Nicole Hertrich Juges de lignes : Nataša Pagon et Justine Todd |
| Rooney           | Gardiens | Räty                |                  | Arbitrage : Nikoleta Celárová et Nicole Hertrich Juges de lignes : Nataša Pagon et Justine Todd |
| 6 min            | Pénalités | 12 min              |                  | Arbitrage : Nikoleta Celárová et Nicole Hertrich Juges de lignes : Nataša Pagon et Justine Todd |
| 38               | Tirs | 14                  |                  | Arbitrage : Nikoleta Celárová et Nicole Hertrich Juges de lignes : Nataša Pagon et Justine Todd |

### Match pour la troisième place
| 21 février | Athlètes olympiques de Russie | 2-3 (0-1, 1-2, 1-0) | Finlande | Centre de hockey de Kwandong 3 217 spectateurs |

| Feuille de match | Feuille de match                                                                        | Feuille de match    | Feuille de match                                                                                                | Feuille de match                                                                                    |
| ---------------- | --------------------------------------------------------------------------------------- | ------------------- | --- | --------------------------------------------------------------------------------------------------- |
|                  | - Sossina (Beliakova) — 22 min 40 s - Beliakova (Batalova, Chtariova) — 46 min 3 s (SN) | 0-1 0-2 1-2 1-3 2-3 | Nieminen (Tuominen, Tapani) — 2 min 23 s (SN) Tapani (Karvinen) — 20 min 10 s - Välimäki (Hovi) — 32 min 18 s - | Arbitrage : Dina Allen et Gabrielle Ariano-Lortie Juges de lignes : Jessica Leclerc et Justine Todd |
| Morozova         | Gardiens                                                                                | Räty                | | Arbitrage : Dina Allen et Gabrielle Ariano-Lortie Juges de lignes : Jessica Leclerc et Justine Todd |
| 35 min           | Pénalités                                                                               | 8 min               | | Arbitrage : Dina Allen et Gabrielle Ariano-Lortie Juges de lignes : Jessica Leclerc et Justine Todd |
| 22               | Tirs                                                                                    | 22                  | | Arbitrage : Dina Allen et Gabrielle Ariano-Lortie Juges de lignes : Jessica Leclerc et Justine Todd |

### Finale
| 22 février | Canada | 2-3 (TB) (0-1, 2-0, 0-1, 0-0, 0-1) | États-Unis | Centre de hockey de Gangneung 4 467 spectateurs |

| Feuille de match | Feuille de match                                                    | Feuille de match    | Feuille de match                                                                                           | Feuille de match                                                                                    |
| ---------------- | ------------------------------------------------------------------- | ------------------- | --- | --------------------------------------------------------------------------------------------------- |
|                  | - Irwin (Turnbull) — 22 min Poulin (Agosta, Daoust) — 26 min 55 s - | 0-1 1-1 2-1 2-2 2-3 | Knight (Morin, Decker) — 19 min 34 s (SN) - M. Lamoureux (Pannek) — 53 min 39 s J. Lamoureux — 80 min (TB) | Arbitrage : Nicole Hertrich et Katarina Timglas Juges de lignes : Lisa Linnek et Johanna Tauriainen |
| Szabados         | Gardiens                                                            | Rooney              | | Arbitrage : Nicole Hertrich et Katarina Timglas Juges de lignes : Lisa Linnek et Johanna Tauriainen |
| 12 min           | Pénalités                                                           | 6 min               | | Arbitrage : Nicole Hertrich et Katarina Timglas Juges de lignes : Lisa Linnek et Johanna Tauriainen |
| 31               | Tirs                                                                | 42                  | | Arbitrage : Nicole Hertrich et Katarina Timglas Juges de lignes : Lisa Linnek et Johanna Tauriainen |

## Places 5 à 8

### Tableau
|  | Matchs de classement                     | Matchs de classement                     |                        |   | Match pour la 5e place                   | Match pour la 5e place                   |
|  | Matchs de classement                     | Matchs de classement                     |                        |   | Match pour la 5e place                   | Match pour la 5e place                   |
|  |                                          |                                          |                        |   |                                          |                                          |
|  | 18 février, Centre de hockey de Kwandong | 18 février, Centre de hockey de Kwandong |                        |   | 20 février, Centre de hockey de Kwandong | 20 février, Centre de hockey de Kwandong |
|  | 18 février, Centre de hockey de Kwandong | 18 février, Centre de hockey de Kwandong |                        |   | 20 février, Centre de hockey de Kwandong | 20 février, Centre de hockey de Kwandong |
|  | Suède                                    | 1                                        |                        |   | 20 février, Centre de hockey de Kwandong | 20 février, Centre de hockey de Kwandong |
|  | Suède                                    | 1                                        |                        |   | 20 février, Centre de hockey de Kwandong | 20 février, Centre de hockey de Kwandong |
|  | Japon                                    | 2 P                                      |                        |   | 20 février, Centre de hockey de Kwandong | 20 février, Centre de hockey de Kwandong |
|  | Japon                                    | 2 P                                      | Japon                  | 0 |                                          |                                          |
|  | 18 février, Centre de hockey de Kwandong |                                          | Japon                  | 0 |                                          |                                          |
|  |                                          | Suisse                                   | 1                      |   |                                          |                                          |
|  | Suisse                                   | Suisse                                   | 1                      | 2 |                                          |                                          |
|  | Suisse                                   |                                          |                        | 2 |                                          |                                          |
|  | Corée                                    | 0                                        |                        |   |                                          |                                          |
|  | Corée                                    | 0                                        | Match pour la 7e place |   |                                          |                                          |
|  |                                          |                                          |                        |   |                                          |                                          |
|  | 20 février, Centre de hockey de Kwandong |                                          |                        |   |                                          |                                          |
|  |                                          |                                          |                        |   |                                          |                                          |
|  | Suède                                    | 6                                        |                        |   |                                          |                                          |
|  | Suède                                    | 6                                        |                        |   |                                          |                                          |
|  | Corée                                    | 1                                        |                        |   |                                          |                                          |
|  | Corée                                    | 1                                        |                        |   |                                          |                                          |

### Matchs de classement
| 18 février | Suède | 1-2 (pr) (0-0, 1-1, 0-0, 0-1) | Japon | Centre de hockey de Kwandong 3 554 spectateurs |

| Feuille de match | Feuille de match                 | Feuille de match | Feuille de match                                                    | Feuille de match                                                                       |
| ---------------- | -------------------------------- | ---------------- | ------------------------------------------------------------------- | -------------------------------------------------------------------------------------- |
|                  | - Johansson — 26 min 25 s (IN) - | 0-1 1-1 1-2      | Koike (Yoneyama, Ono) — 21 min 43 s - A. Toko (Osawa) — 63 min 16 s | Arbitrage : Dina Allen et Aina Hover Juges de lignes : Jessica Leclerc et Justine Todd |
| Grahn            | Gardiens                         | N. Fujimoto      |                                                                     | Arbitrage : Dina Allen et Aina Hover Juges de lignes : Jessica Leclerc et Justine Todd |
| 10 min           | Pénalités                        | 8 min            |                                                                     | Arbitrage : Dina Allen et Aina Hover Juges de lignes : Jessica Leclerc et Justine Todd |
| 29               | Tirs                             | 37               |                                                                     | Arbitrage : Dina Allen et Aina Hover Juges de lignes : Jessica Leclerc et Justine Todd |

| 18 février | Suisse | 2-0 (1-0, 1-0, 0-0) | Corée | Centre de hockey de Kwandong 3 811 spectateurs |

| Feuille de match | Feuille de match                                                                     | Feuille de match | Feuille de match | Feuille de match                                                                                                |
| ---------------- | ------------------------------------------------------------------------------------ | ---------------- | ---------------- | --- |
|                  | Zollinger (Bullo, L. Benz) — 16 min 35 s (SN) Raselli (Rüegg, Altmann) — 38 min 52 s | 1-0 2-0          | -                | Arbitrage : Gabrielle Ariano-Lortie et Katarina Timglas Juges de lignes : Jenni Heikkinen et Veronica Johansson |
| Alder            | Gardiens                                                                             | Shin             |                  | Arbitrage : Gabrielle Ariano-Lortie et Katarina Timglas Juges de lignes : Jenni Heikkinen et Veronica Johansson |
| 2 min            | Pénalités                                                                            | 8 min            |                  | Arbitrage : Gabrielle Ariano-Lortie et Katarina Timglas Juges de lignes : Jenni Heikkinen et Veronica Johansson |
| 53               | Tirs                                                                                 | 19               |                  | Arbitrage : Gabrielle Ariano-Lortie et Katarina Timglas Juges de lignes : Jenni Heikkinen et Veronica Johansson |

#### Match pour la septième place
| 20 février | Suède | 6-1 (2-1, 1-0, 3-0) | Corée | Centre de hockey de Kwandong 4 125 spectateurs |

| Feuille de match                            | Feuille de match | Feuille de match                      | Feuille de match                       | Feuille de match                                                                             |
| ------------------------------------------- | --- | ------------------------------------- | -------------------------------------- | -------------------------------------------------------------------------------------------- |
|                                             | Küller (Rask, Udén Johansson) — 5 min 50 s - Alasalmi (Nylén Persson, Borgqvist) — 19 min 37 s (SN) Grahm (Rask, Nordin) — 36 min 27 s Svedin (Johansson, Hjalmarsson) — 43 min 5 s Rask (Lindh) — 49 min 31 s Johansson (Borgqvist, Hjalmarsson) — 57 min 19 s | 1-0 1-1 2-1 3-1 4-1 5-1 6-1           | - Han S. (Park J.) — 6 min 21 s (SN) - | Arbitrage : Drahomira Fialova et Aina Hove Juges de lignes : Jenni Heikkinen et Nataša Pagon |
| Murase (31 min 11 s) Berglind (28 min 49 s) | Gardiens | Shin (57 min 1 s) Han D. (2 min 59 s) |                                        | Arbitrage : Drahomira Fialova et Aina Hove Juges de lignes : Jenni Heikkinen et Nataša Pagon |
| 6 min                                       | Pénalités | 4 min                                 |                                        | Arbitrage : Drahomira Fialova et Aina Hove Juges de lignes : Jenni Heikkinen et Nataša Pagon |
| 40                                          | Tirs | 16                                    |                                        | Arbitrage : Drahomira Fialova et Aina Hove Juges de lignes : Jenni Heikkinen et Nataša Pagon |

#### Match pour la cinquième place
| 20 février | Japon | 0-1 (0-1, 0-0, 0-0) | Suisse | Centre de hockey de Kwandong 3 958 spectateurs |

| Feuille de match | Feuille de match | Feuille de match | Feuille de match     | Feuille de match                                                                                              |
| ---------------- | ---------------- | ---------------- | -------------------- | --- |
|                  | -                | 0-1              | Raselli — 3 min 19 s | Arbitrage : Gabriella Gran et Katarina Timglas Juges de lignes : Charlotte Girard-Fabre et Veronica Johansson |
| Schelling        | Gardiens         | N. Fujimoto      |                      | Arbitrage : Gabriella Gran et Katarina Timglas Juges de lignes : Charlotte Girard-Fabre et Veronica Johansson |
| 6 min            | Pénalités        | 4 min            |                      | Arbitrage : Gabriella Gran et Katarina Timglas Juges de lignes : Charlotte Girard-Fabre et Veronica Johansson |
| 14               | Tirs             | 20               |                      | Arbitrage : Gabriella Gran et Katarina Timglas Juges de lignes : Charlotte Girard-Fabre et Veronica Johansson |

## Classement final
| Place                               | Équipe                        |
| ----------------------------------- | ----------------------------- |
| Médaille d'or, Jeux olympiques      | États-Unis                    |
| Médaille d'argent, Jeux olympiques  | Canada                        |
| Médaille de bronze, Jeux olympiques | Finlande                      |
| 4                                   | Athlètes olympiques de Russie |
| 5                                   | Suisse                        |
| 6                                   | Japon                         |
| 7                                   | Suède                         |
| 8                                   | Corée                         |

## Récompenses individuelles
| Daoust Müller J. Lamoureux Fortino Hiriikoski Räty |
| Équipe-type des médias                             |
| Daoust Müller J. Lamoureux Fortino Hiriikoski Räty |

Meilleur joueuse : Mélodie Daoust (Canada)
Équipe type IIHF :
- Meilleure gardienne : Shannon Szabados (Canada)
- Meilleure défenseure : Jenni Hiirikoski (Finlande)
- Meilleure attaquante : Alina Müller (Suisse)

## Statistiques individuelles
| Rang | Joueuse             | Pays       | PJ | B | A | Pts | +/− | Pun |
| ---- | ------------------- | ---------- | -- | - | - | --- | --- | --- |
| 1    | Alina Müller        | Suisse     | 6  | 7 | 3 | 10  | +5  | 4   |
| 2    | Christine Meier     | Suisse     | 6  | 0 | 8 | 8   | +4  | 0   |
| 3    | Mélodie Daoust      | Canada     | 5  | 3 | 4 | 7   | +7  | 2   |
| 4    | Marie-Philip Poulin | Canada     | 5  | 3 | 3 | 6   | +5  | 8   |
| 5    | Lara Stalder        | Suisse     | 6  | 3 | 3 | 6   | +3  | 4   |
| 5    | Michelle Karvinen   | Finlande   | 6  | 3 | 3 | 6   | -1  | 2   |
| 7    | Fanny Rask          | Suède      | 6  | 2 | 4 | 6   | +4  | 0   |
| 8    | Jocelyne Lamoureux  | États-Unis | 5  | 4 | 1 | 5   | +3  | 0   |
| 9    | Riikka Välilä       | Finlande   | 6  | 4 | 1 | 5   | -2  | 0   |
| 10   | Rebecca Johnston    | Canada     | 5  | 3 | 2 | 5   | +2  | 2   |
| 10   | Dani Cameranesi     | États-Unis | 5  | 3 | 2 | 5   | +1  | 0   |

Pour les significations des abréviations, voir statistiques du hockey sur glace.
| Rang | Joueuse            | Pays                          | Min          | BC | Moy  | %Arr  | Bl |
| ---- | ------------------ | ----------------------------- | ------------ | -- | ---- | ----- | -- |
| 1    | Shannon Szabados   | Canada                        | 200 min      | 4  | 1,20 | 94,94 | 1  |
| 2    | Maddie Rooney      | États-Unis                    | 258 min 56 s | 5  | 1,16 | 94,57 | 1  |
| 3    | Sara Grahn         | Suède                         | 262 min 14 s | 8  | 1,83 | 94,48 | 1  |
| 4    | Florence Schelling | Suisse                        | 298 min 19 s | 7  | 1,41 | 94,17 | 2  |
| 5    | Nana Fujimoto      | Japon                         | 236 min 30 s | 7  | 1,78 | 91,95 | 0  |
| 6    | Noora Räty         | Finlande                      | 355 min 25 s | 16 | 2,70 | 91,06 | 0  |
| 7    | Shin So-jung       | Corée                         | 295 min 10 s | 26 | 5,29 | 88,98 | 0  |
| 8    | Nadejda Morozova   | Athlètes olympiques de Russie | 255 min 56 s | 16 | 3,75 | 88,49 | 0  |

Pour les significations des abréviations, voir statistiques du hockey sur glace.
Nota : seuls sont classées les gardiennes ayant joué au minimum 40 % du temps de jeu de leur équipe.

## Officiels
Pour le tournoi, l'IIHF a sélectionné 19 officiels :
| - Gabrielle Ariano-Lortie - Nicole Hertrich - Aina Hove - Drahomira Fialova - Nikoleta Celárová | - Gabriella Gran - Katarina Timglas - Dina Allen - Katie Guay - Melissa Szkola |

| - Justine Todd - Zuzana Svobodová - Johanna Tauriainen - Jenni Heikkinen - Charlotte Girard | - Lisa Linnek - Nataša Pagon - Veronica Johansson - Jessica Leclerc |

## Effectifs

### Athlètes olympiques de Russie
| No    | Nom                     | Position  | Club                                   |
| ----- | ----------------------- | --------- | -------------------------------------- |
| +001, | Valeria Tarakanova      | Gardien   | HK SKIF (WHL)                          |
| +031, | Nadejda Aleksandrova    | Gardien   | HK Tornado (WHL)                       |
| +092, | Nadejda Morozova        | Gardien   | Birioussa du Kraï de Krasnoïarsk (WHL) |
| +002, | Angelina Gontcharenko   | Défenseur | HK Tornado (WHL)                       |
| +011, | Liana Ganeïeva          | Défenseur | Arktik-Université Oukhta (WHL)         |
| +012, | Ekaterina Lobova        | Défenseur | Birioussa du Kraï de Krasnoïarsk (WHL) |
| +013, | Nina Pirogova           | Défenseur | HK Tornado (WHL)                       |
| +022, | Maria Batalova          | Défenseur | HK Tornado (WHL)                       |
| +027, | Anastassia Tchistiakova | Défenseur | Dinamo Saint-Pétersbourg (WHL)         |
| +034, | Svetlana Tkatchiova     | Défenseur | HK Tornado (WHL)                       |
| +076, | Ekaterina Nikolaïeva    | Défenseur | Dinamo Saint-Pétersbourg (WHL)         |
| +010, | Lioudmila Beliakova     | Attaquant | HK Tornado (WHL)                       |
| +015, | Valeria Pavlova         | Attaquant | Biryusa Krasnoyarsk (WHL)              |
| +017, | Fanouza Kadirova        | Attaquant | Arktik-Université Oukhta (WHL)         |
| +018, | Olga Sossina            | Attaquant | Aguidel Oufa (WHL)                     |
| +028, | Diana Kanaïeva          | Attaquant | Dinamo Saint-Pétersbourg (WHL)         |
| +043, | Ekaterina Likhatchiova  | Attaquant | HK SKIF (WHL)                          |
| +044, | Aliona Starovoïtova     | Attaquant | HK Tornado (WHL)                       |
| +059, | Elena Dergatchiova      | Attaquant | HK Tornado (WHL)                       |
| +068, | Alevtina Chtariova      | Attaquant | HK Tornado (WHL)                       |
| +073, | Viktoria Koulichova     | Attaquant | HK SKIF (WHL)                          |
| +088, | Ekaterina Smolina       | Attaquant | Dinamo Saint-Pétersbourg (WHL)         |
| +094, | Evguenia Dioupina       | Attaquant | Dinamo Saint-Pétersbourg (WHL)         |
| +097, | Anna Chokhina           | Attaquant | HK Tornado (WHL)                       |

### Canada
| No    | Nom                     | Position  | Club                               |
| ----- | ----------------------- | --------- | ---------------------------------- |
| +001, | Shannon Szabados        | Gardien   | Chiefs de fort Saskatchewan (ACHW) |
| +031, | Geneviève Lacasse       | Gardien   | Inferno de Calgary (LCHF)          |
| +032, | Ann-Renée Desbiens      | Gardien   | Badgers du Wisconsin (WCHA)        |
| +003, | Jocelyne Larocque       | Défenseur | Thunder de Brampton (LCHF)         |
| +004, | Brigette Lacquette      | Défenseur | Inferno de Calgary (LCHF)          |
| +005, | Lauriane Rougeau        | Défenseur | Canadiennes de Montréal (LCHF)     |
| +008, | Laura Fortino           | Défenseur | Thunder de Brampton (LCHF)         |
| +012, | Meaghan Mikkelson       | Défenseur | Inferno de Calgary (LCHF)          |
| +036, | Renata Fast             | Défenseur | Furies de Toronto (LCHF)           |
| +002, | Meghan Agosta           | Attaquant | aucun                              |
| +006, | Rebecca Johnston        | Attaquant | Inferno de Calgary (LCHF)          |
| +009, | Jennifer Wakefield      | Attaquant | Linköpings HC (SDHL)               |
| +011, | Jillian Saulnier        | Attaquant | Inferno de Calgary (LCHF)          |
| +015, | Mélodie Daoust          | Attaquant | Martlets de McGill (U Sports)      |
| +017, | Bailey Bram             | Attaquant | Inferno de Calgary (LCHF)          |
| +019, | Brianne Jenner - A      | Attaquant | Inferno de Calgary (LCHF)          |
| +021, | Haley Irwin - A         | Attaquant | Inferno de Calgary (LCHF)          |
| +024, | Natalie Spooner - A     | Attaquant | Furies de Toronto (LCHF)           |
| +026, | Emily Clark             | Attaquant | Badgers du Wisconsin (WCHA)        |
| +029, | Marie-Philip Poulin - C | Attaquant | Canadiennes de Montréal (LCHF)     |
| +040, | Blayre Turnbull         | Attaquant | Inferno de Calgary (LCHF)          |
| +041, | Sarah Nurse             | Attaquant | Badgers du Wisconsin (WCHA)        |
| +043, | Laura Stacey            | Attaquant | Thunder de Brampton (LCHF)         |

### Corée
| No    | Nom                   | Position  | Club         |
| ----- | --------------------- | --------- | ------------ |
| +020, | Han Do-hee            | Gardien   | Ice Avengers |
| +001, | Geneviève Kim Knowles | Gardien   | Phoenix      |
| +025, | Ri Pom                | Gardien   | Sajabong     |
| +031, | Shin So-jung          | Gardien   | Ice Beat     |
| +024, | Cho Mih-wan           | Défenseur | Ice Avengers |
| +047, | Choe Jong-hui         | Défenseur | Kimchaek     |
| +003, | Eom Su-yeon           | Défenseur | Ice Avengers |
| +039, | Hwang Chung-gum       | Défenseur | Taesongsan   |
| +041, | Hwang Sol-gyong       | Défenseur | Jangjasan    |
| +008, | Kim Se-lin            | Défenseur | Ice Avengers |
| +015, | Park Chae-lin         | Défenseur | Ice Beat     |
| +011, | Park Ye-eun           | Défenseur | Ice Beat     |
| +023, | Park Yoon-jung        | Défenseur | Phoenix      |
| +042, | Ryu Su-jong           | Défenseur | Kimchaek     |
| +033, | Choe Un-gyong         | Attaquant | Susan        |
| +010, | Choi Ji-yeon          | Attaquant | Ice Avengers |
| +006, | Choi Yu-jung          | Attaquant | Ice Beat     |
| +037, | Randi Griffin         | Attaquant | Phoenix      |
| +017, | Han Soo-jin           | Attaquant | Ice Beat     |
| +007, | Danelle Im            | Attaquant | Phoenix      |
| +032, | Jin Ok                | Attaquant | Kanggye      |
| +016, | Jo Su-sie             | Attaquant | Ice Beat     |
| +027, | Jong Su-hyon          | Attaquant | Taesongsan   |
| +022, | Jung Si-yun           | Attaquant | Ice Avengers |
| +012, | Kim Hee-won           | Attaquant | Ice Avengers |
| +026, | Kim Hyang-mi          | Attaquant | Taesongsan   |
| +004, | Kim Un-hyang          | Attaquant | Kanggye      |
| +018, | Kim Un-jong           | Attaquant | Taesongsan   |
| +002, | Ko Hye-in             | Attaquant | Ice Avengers |
| +013, | Lee Eun-ji            | Attaquant | Phoenix      |
| +029, | Lee Jing-yu           | Attaquant | Phoenix      |
| +021, | Lee Yeon-jeong        | Attaquant | Ice Beat     |
| +005, | Carline Nancy Park    | Attaquant | Phoenix      |
| +009, | Park Jong-ah          | Attaquant | Ice Avengers |
| +014, | Ryo Song-hui          | Attaquant | Taesongsan   |

### États-Unis
| No    | Nom                | Position  | Club                                   |
| ----- | ------------------ | --------- | -------------------------------------- |
| +029, | Nicole Hensley     | Gardien   | Lady Lions de Lindenwood (CHA)         |
| +033, | Alex Rigsby        | Gardien   | Whitecaps du Minnesota (Indépendant)   |
| +035, | Maddie Rooney      | Gardien   | Bulldogs de Minnesota-Duluth (WCHA)    |
| +002, | Lee Stecklein      | Défenseur | Golden Gophers du Minnesota (WCHA)     |
| +003, | Cayla Barnes       | Défenseur | Eagles de Boston College (Hockey East) |
| +005, | Megan Keller       | Défenseur | Eagles de Boston College (Hockey East) |
| +006, | Kali Flanagan      | Défenseur | Eagles de Boston College (Hockey East) |
| +008, | Emily Pfalzer      | Défenseur | Beauts de Buffalo (LNHF)               |
| +022, | Kacey Bellamy - A  | Défenseur | Pride de Boston (LNHF)                 |
| +038, | Sidney Morin       | Défenseur | MODO Hockey (SDHL)                     |
| +007, | Monique Lamoureux  | Attaquant | Whitecaps du Minnesota (Indpt)         |
| +010, | Meghan Duggan - C  | Attaquant | Pride de Boston (LNHF)                 |
| +011, | Haley Skarupa      | Attaquant | Pride de Boston (LNHF)                 |
| +012, | Kelly Pannek       | Attaquant | Golden Gophers du Minnesota (WCHA)     |
| +014, | Brianna Decker - A | Attaquant | Pride de Boston (LNHF)                 |
| +017, | Jocelyne Lamoureux | Attaquant | Whitecaps du Minnesota (Indpt)         |
| +019, | Gigi Marvin        | Attaquant | Pride de Boston (LNHF)                 |
| +020, | Hannah Brandt      | Attaquant | Whitecaps du Minnesota (Indpt)         |
| +021, | Hilary Knight      | Attaquant | Pride de Boston (LNHF)                 |
| +024, | Dani Cameranesi    | Attaquant | Golden Gophers du Minnesota (WCHA)     |
| +026, | Kendall Coyne      | Attaquant | Whitecaps du Minnesota (Indpt)         |
| +028, | Amanda Kessel      | Attaquant | Metropolitan Riveters (LNHF)           |
| +037, | Amanda Pelkey      | Attaquant | Pride de Boston (LNHF)                 |

### Finlande
| No    | Nom                   | Position  | Club                       |
| ----- | --------------------- | --------- | -------------------------- |
| +001, | Eveliina Suonpää      | Gardien   | Lukko (SM-sarja)           |
| +018, | Meeri Räisänen        | Gardien   | HPK Hämeenlinna (SM-sarja) |
| +041, | Noora Räty            | Gardien   | HC Red Star Kunlun (LCHF)  |
| +002, | Isa Rahunen           | Défenseur | Kärpät Oulu (SM-sarja)     |
| +004, | Rosa Lindstedt        | Défenseur | HV 71 (SDHL                |
| +006, | Jenni Hiirikoski - C  | Défenseur | Luleå HF (SDHL)            |
| +007, | Mira Jalosuo          | Défenseur | Kärpät Oulu (SM-sarja)     |
| +008, | Ella Viitasuo         | Défenseur | Espoo Blues (SM-sarja)     |
| +015, | Minnamari Tuominen    | Défenseur | Espoo Blues (SM-sarja)     |
| +088, | Ronja Savolainen      | Défenseur | Luleå HF (SDHL)            |
| +009, | Venla Hovi            | Attaquant | Bisons du Manitoba (ASUOC) |
| +010, | Linda Välimäki        | Attaquant | Ilves (SM-sarja)           |
| +011, | Annina Rajahuhta      | Attaquant | HC Red Star Kunlun (LCHF)  |
| +013, | Riikka Välilä - A     | Attaquant | HV 71 (SDHL)               |
| +019, | Petra Nieminen        | Attaquant | Team Kuortane (SM-sarja)   |
| +022, | Emma Nuutinen         | Attaquant | Lakers du Mercyhurst (CHA) |
| +023, | Sanni Hakala          | Attaquant | HV 71 (SDHL)               |
| +024, | Noora Tulus           | Attaquant | Luleå HF (SDHL)            |
| +026, | Sara Säkkinen         | Attaquant | Team Kuortane (SM-sarja)   |
| +027, | Saila Saari           | Attaquant | Kärpät Oulu (SM-sarja)     |
| +033, | Michelle Karvinen - A | Attaquant | Luleå HF (SDHL)            |
| +061, | Tanja Niskanen        | Attaquant | Kalevan Pallo (SM-sarja)   |
| +077, | Susanna Tapani        | Attaquant | Lukko (SM-sarja)           |

### Japon
| No    | Nom              | Position  | Club                        |
| ----- | ---------------- | --------- | --------------------------- |
| +001, | Nana Fujimoto    | Gardien   | Vortex Sapporo (OG)         |
| +029, | Mai Kondo        | Gardien   | FTS Mikage Gretz (OG)       |
| +030, | Akane Konishi    | Gardien   | Seibu Princess Rabbits (OG) |
| +002, | Shiori Koike     | Défenseur | DK Peregrine (OG)           |
| +004, | Ayaka Toko       | Défenseur | Seibu Princess Rabbits (OG) |
| +006, | Sena Suzuki      | Défenseur | Seibu Princess Rabbits (OG) |
| +007, | Mika Hori        | Défenseur | Toyota Cygnus (OG)          |
| +008, | Akane Hosoyamada | Défenseur | DK Peregrine (OG)           |
| +009, | Aina Takeuchi    | Défenseur | Daishin (OG)                |
| +028, | Aoi Shiga        | Défenseur | Obihiro Ladies (OG)         |
| +010, | Haruna Yoneyama  | Attaquant | DK Peregrine (OG)           |
| +011, | Yurie Adachi     | Attaquant | Seibu Princess Rabbits (OG) |
| +012, | Chiho Osawa      | Attaquant | DK Peregrine (OG)           |
| +013, | Moeko Fujimoto   | Attaquant | Toyota Cygnus (OG)          |
| +014, | Haruka Toko      | Attaquant | Seibu Princess Rabbits (OG) |
| +015, | Rui Ukita        | Attaquant | Daishin (OG)                |
| +016, | Naho Terashima   | Attaquant | Daishin (OG)                |
| +018, | Suzuka Taka      | Attaquant | DK Peregrine (OG)           |
| +019, | Miho Shishiuchi  | Attaquant | Toyota Cygnus (OG)          |
| +021, | Hanae Kubo       | Attaquant | Seibu Princess Rabbits (OG) |
| +022, | Tomomi Iwahara   | Attaquant | Seibu Princess Rabbits (OG) |
| +023, | Ami Nakamura     | Attaquant | Seibu Princess Rabbits (OG) |
| +027, | Shoko Ono        | Attaquant | FTS Mikage Gretz (OG)       |

### Suède
| No    | Nom                  | Position  | Club                      |
| ----- | -------------------- | --------- | ------------------------- |
| +001, | Sara Grahn           | Gardien   | Brynäs IF (SDHL)          |
| +030, | Minatsu Murase       | Gardien   | AIK IF (SDHL)             |
| +035, | Sarah Berglind       | Gardien   | MODO Hockey (SDHL)        |
| +002, | Emmy Alasalmi        | Défenseur | AIK IF (SDHL)             |
| +005, | Johanna Fällman      | Défenseur | Luleå HF (SDHL)           |
| +007, | Johanna Olofsson     | Défenseur | MODO Hockey (SDHL)        |
| +008, | Annie Svedin         | Défenseur | MODO Hockey (SDHL)        |
| +010, | Emilia Ramboldt      | Défenseur | Linköpings HC (SDHL)      |
| +012, | Maja Nylén Persson   | Défenseur | Leksands IF (SDHL)        |
| +013, | Elin Lundberg        | Défenseur | Leksands IF (SDHL)        |
| +006, | Sara Hjalmarsson     | Attaquant | AIK IF (SDHL)             |
| +014, | Sabina Küller        | Attaquant | AIK IF (SDHL)             |
| +015, | Lisa Johansson       | Attaquant | AIK IF (SDHL)             |
| +016, | Pernilla Winberg     | Attaquant | Linköpings HC (SDHL)      |
| +018, | Anna Borgqvist       | Attaquant | Brynäs IF (SDHL)          |
| +019, | Maria Lindh          | Attaquant | Djurgårdens Hockey (SDHL) |
| +020, | Fanny Rask           | Attaquant | HV 71 (SDHL)              |
| +021, | Erica Udén Johansson | Attaquant | Brynäs IF (SDHL)          |
| +023, | Rebecca Stenberg     | Attaquant | Luleå HF (SDHL)           |
| +024, | Erika Grahm          | Attaquant | MODO Hockey (SDHL)        |
| +027, | Emma Nordin          | Attaquant | Luleå HF (SDHL)           |
| +026, | Hanna Olsson         | Attaquant | Djurgårdens Hockey (SDHL) |
| +029, | Olivia Carlsson      | Attaquant | MODO Hockey (SDHL)        |

### Suisse
| No    | Nom                 | Position  | Club                                                 |
| ----- | ------------------- | --------- | ---------------------------------------------------- |
| +001, | Janine Alder        | Gardien   | Huskies de l'Université d'État de Saint Cloud (WCHA) |
| +031, | Andrea Brändli      | Gardien   | HC Schaffhouse (2e ligue masculine)                  |
| +041, | Florence Schelling  | Gardien   | Linköping HC (SDHL)                                  |
| +022, | Livia Altmann - C   | Défenseur | Raiders de Colgate (ECAC Hockey)                     |
| +021, | Laura Benz          | Défenseur | ZSC Lions (SWHL A)                                   |
| +023, | Nicole Bullo        | Défenseur | HC Lugano Ladies-Team (SWHL A)                       |
| +008, | Nicole Gass         | Défenseur | ZSC Lions (SWHL A)                                   |
| +019, | Christine Meier     | Défenseur | ZSC Lions (SWHL A)                                   |
| +009, | Shannon Sigrist     | Défenseur | ZSC Lions (SWHL A)                                   |
| +027, | Stefanie Wetli      | Défenseur | SC Weinfelden Ladies (SWHL A)                        |
| +011, | Sabrina Zollinger   | Défenseur | HV 71 (SDHL)                                         |
| +018, | Tess Allemann       | Attaquant | EV Bomo Thoune (SWHL A)                              |
| +013, | Sara Benz           | Attaquant | ZSC Lions (SWHL A)                                   |
| +003, | Sarah Forster       | Attaquant | EV Bomo Thoune (SWHL A)                              |
| +025, | Alina Müller        | Attaquant | ZSC Lions (SWHL A)                                   |
| +014, | Evelina Raselli - A | Attaquant | HC Lugano Ladies-Team (SWHL A)                       |
| +012, | Lisa Rüedi          | Attaquant | ZSC Lions/GCK Lions (SWHL A/SWHL B)                  |
| +026, | Dominique Rüegg     | Attaquant | ZSC Lions (SWHL A)                                   |
| +088, | Phoebe Staenz       | Attaquant | SDE HF (SDHL)                                        |
| +007, | Lara Stalder - A    | Attaquant | Linköping HC (SDHL)                                  |
| +024, | Isabel Waidacher    | Attaquant | ZSC Lions (SWHL A)                                   |
| +015, | Monika Waidacher    | Attaquant | ZSC Lions (SWHL A)                                   |
| +016, | Nina Waidacher      | Attaquant | ZSC Lions (SWHL A)                                   |